# 畳奉行
畳奉行（たたみぶぎょう）は、江戸幕府における職名の1つ。江戸城内の座敷や諸役所の畳を管理し、畳作りや畳表替などの役目を受け持った。

## 概要
寛永9年（1632年）10月8日に設置。作事奉行の配下で、焼火之間詰め。100俵高で役扶持は7人扶持、寛延元年（1748年）11月5日に15人扶持となった。定員は3人。配下として手代が各20人つけられた。
江戸幕府だけでなく、大名家にも同名の役職を置いた藩があり、尾張藩の御畳奉行は40俵の役料が給された。